# Kappella tal-Madonna tal-abbandunati
Die Kappella tal-Madonna tal-abbandunati (dt.: Kapelle Unserer Frau der verlorenen Seelen) ist eine Kapelle in der maltesischen Stadt Żebbuġ auf der Insel Malta. Sie steht am Triq il-Madonna und ist im National Inventory of the Cultural Property of the Maltese Islands unter der Nummer 7 eingetragen.

## Geschichte
Die Kapelle wurde 1758 als Ergänzung der angrenzenden Villa Buleben errichtet.

## Architektur

### Außenbeschreibung
Die Kapelle ist im Barockstil erbaut, die Fassade unterscheidet sich allerdings vom gleichzeitigen französischen Rokoko und folgt einem typischen barocken Muster. An den Ecken des Kirchenschiffs befinden sich Pilaster in monumentaler ionischer Ordnung auf Plinthen. Die Fassade zeigt über dem überproportionalen Eingang, der von zwei Fenstern mit diagonalen Metallstreben flankiert wird, ein reich verziertes gesprengtes Giebelfeld, hierin befindet sich eine Darstellung der Muttergottes. Eine runde Laterne mit Volutenschmuck bekrönt zentral den Kapellenbau.
Angebaut ist eine schlichtere Sakristei, die jedoch die barocken Schmuckelemente der Kapelle aufnimmt. Ein fünfstufiger Treppenaufgang führt von der Straße zu einem höher gelegenen kleinen Vorplatz, der durch eine Mauer von der Straße abgegrenzt ist.

### Innenbeschreibung
Das namengebende Altargemälde wird in die Entstehungszeit der Kapelle datiert. Es ist die Nachahmung einer Darstellung aus dem ostspanischen Valencia.
In der Kapelle werden die Reliquien des hl. Innozenz verehrt.